# Культура Новокузнецка

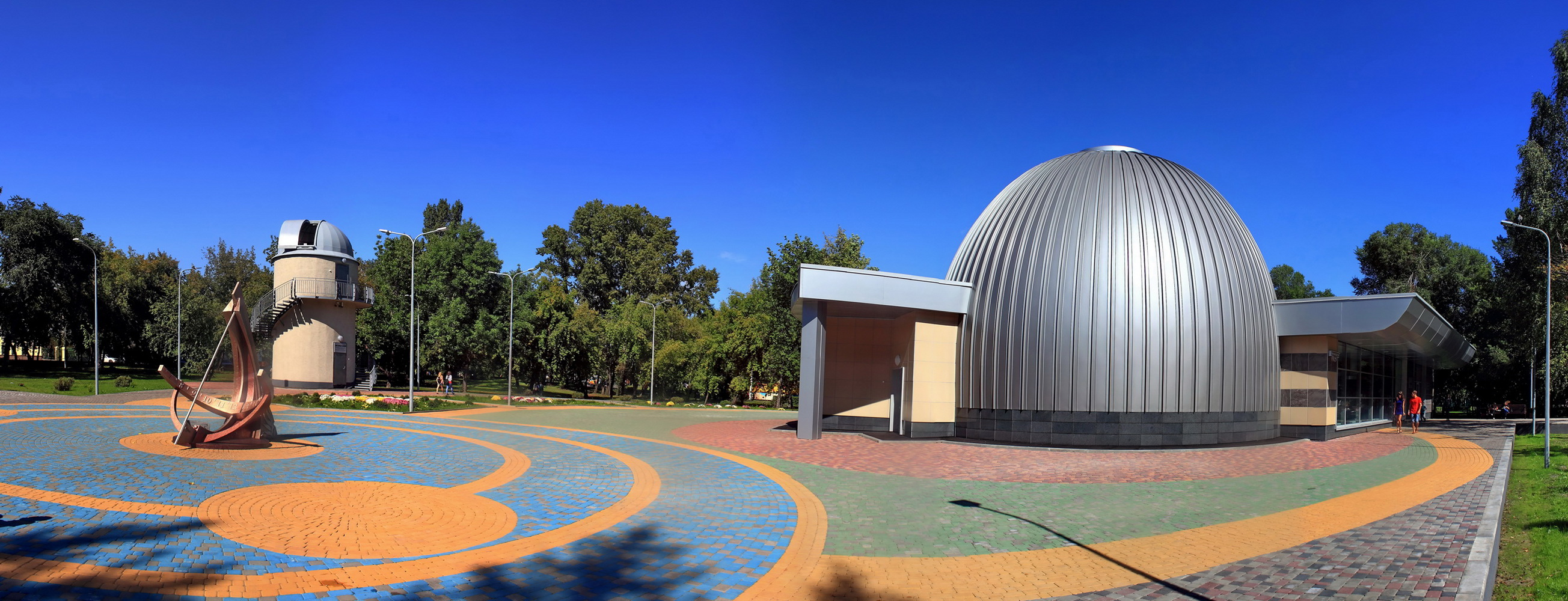
Новокузнецкий планетарий

Новокузнецк — город, имеющий множество учреждений культуры и памятников архитектурного и исторического наследия.
Муниципальные учреждения культуры города включают в себя 2 центральные библиотеки (взрослую и детскую), 25 районных взрослых и детских библиотек; 4 муниципальных музея; 3 многофункциональных культурно-досуговых комплекса — Куйбышевского, Орджоникидзевского и Центрального районов, а также "Досуговый центр «Комсомолец», "Дворец культуры «Алюминщик», Джаз-клуб «Геликон», городской Планетарий им. А. А. Фёдорова и Центр культуры и театрального искусства, а также 6 муниципальных творческих коллективов.
Ежегодно муниципальные учреждения культуры города посещают около 3 млн человек. Общая численность работающих в муниципальных учреждениях культуры и дополнительного образования в отрасли культуры по состоянию на 01.01.2017 составляет 1620 человек.

## История
Первое культурное учреждение, называемое «Общественным собранием», появилось в Кузнецке в конце XIX века и размещалось на втором этаже каменного здания на центральной площади города (ныне Советская площадь). В этом городском клубе жители могли поиграть в карты и бильярд, там же была небольшая сцена, где заезжие актёры периодически выступали с театральными представлениями.
В 1906 г. строится первое специализированное здание — Народный Дом им. С. А. Пушкина, занимавшийся культурно-просветительской деятельностью. При клубе находилась публичная библиотека, работали кружки шахмат, шашек и бильярда. Имелись комнаты для занятий художественной самодеятельностью, театральное фойе, зрительный зал со сценой, оркестровая яма, костюмерная, гримёрная и т. д. В Народном доме устраивались драматические спектакли, выступал оркестр местной воинской команды, а также показывались первые фильмы.
в 1933 году, вместе со строительством КМК, на Площади Победы начинается строительство Театра металлургов, который был отстроен всего за двести дней. В этом же году, в рамках генплана Горстройпроекта, по проекту московских архитекторов Е. Я. Уманского и К. Я. Лихера, начинается строительства Клуба металлургов на Театральной площади, известного сейчас как ДК Металлургов (Дворец культуры и техники КМК). Открытый в 1936 году, он располагает библиотекой, театральной студией, комнатами для кружков, а также Домом техники и музеем КМК, спортивным комплексом.
В 1953-54-м годах начинаются земляные работы по строительству котлована для Новокузнецкого драматического театра, который был построен в 1963 году. В 1960 году, разработанный по авторскому проекту института «Гипроалюминий» специально для города, сдается в эксплуатацию ДК Алюминщик, являющейся самым крупным зданием культурного учреждения в необластных городах Советского союза. В период строительства ЗСМЗ, в Заводском районе строится ДК Запсиб.

## Объекты культурного наследия
Несмотря на то, что Новокузнецк сравнительно молодой город, в нём расположено 37 объектов культурного наследия различного значения, 43 памятника археологии, 3 мемориальных комплекса, более 70 памятных знаков и мемориальных досок.

### Объекты культурного наследия федерального значения
1. Музей «Кузнецкая крепость».

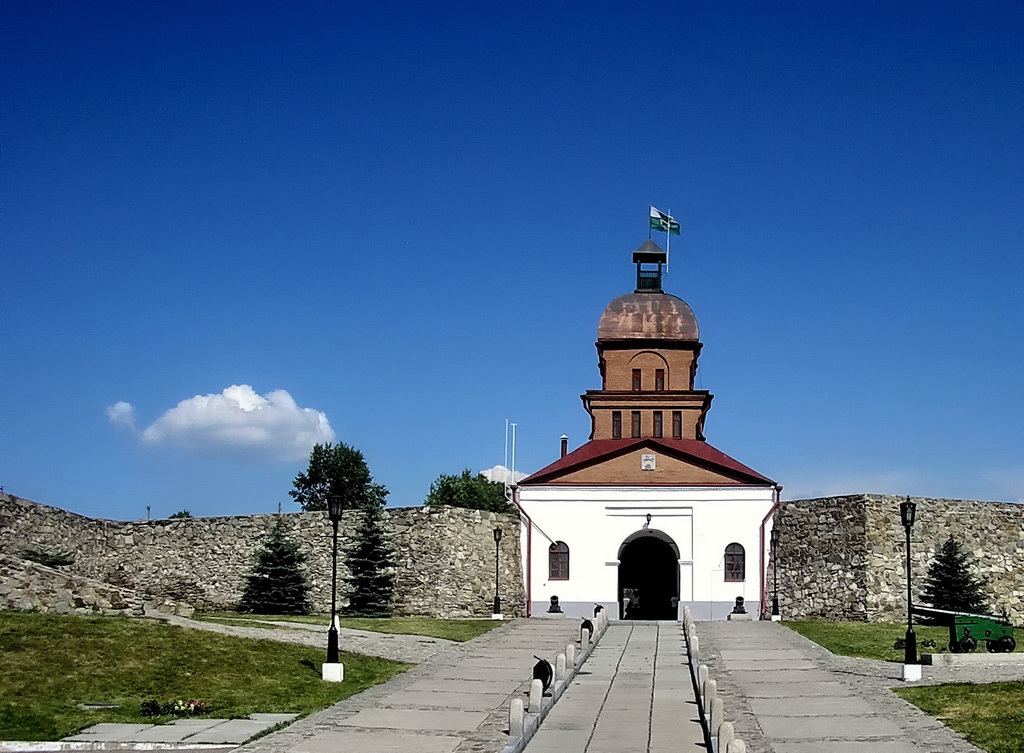
Кузнецкая крепость

2. Дом, в котором в 1857 г. жил писатель Ф. М. Достоевский.
3. Кузнецкий металлургический комбинат им. В. И. Ленина: здание заводоуправления КМК.
4. Дворец культуры и техники КМК.
5. Пантеон — могила Курако, Михаила Константиновича (1872—1920).

### Объекты культурного наследия регионального значения[4]

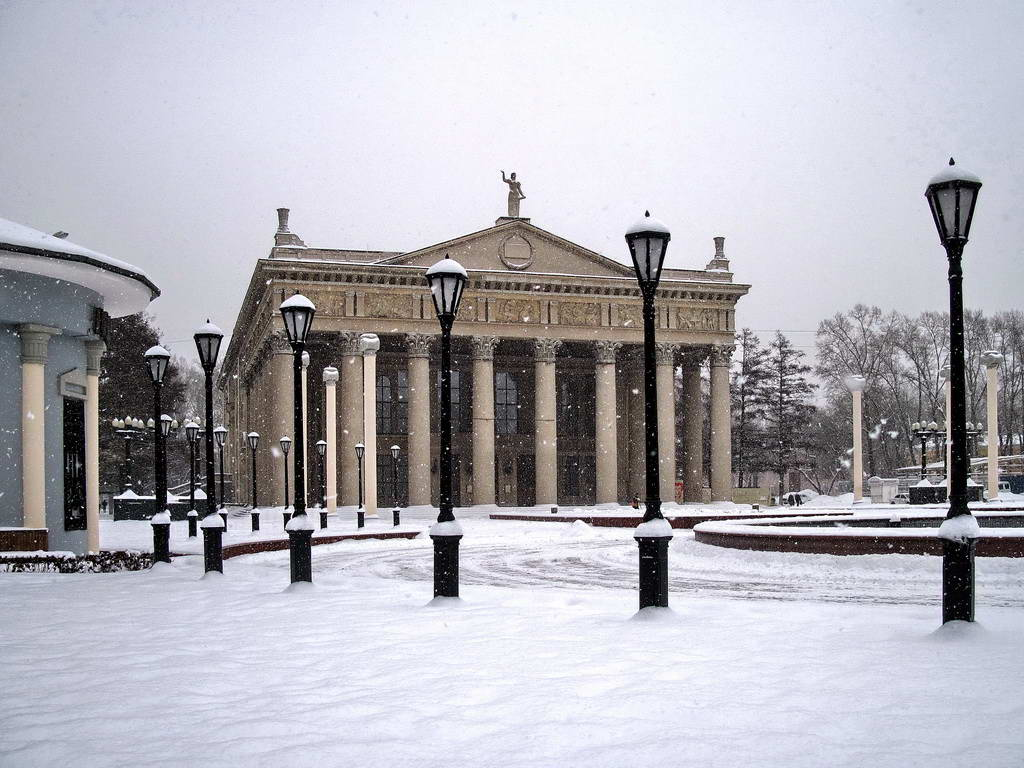
Драматический театр

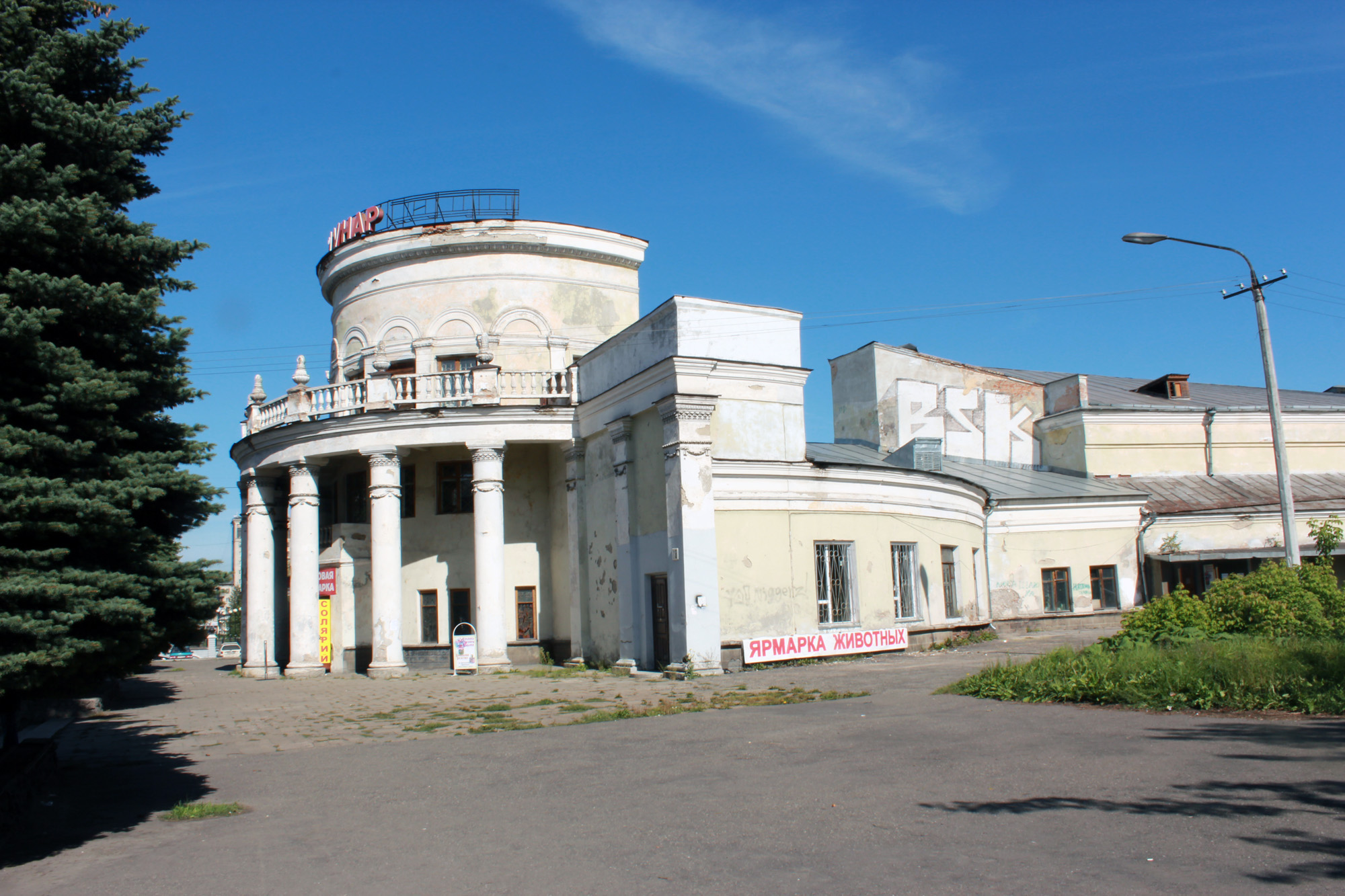
«Коммунар» — первый кинотеатр в городе

1. Мемориальный комплекс «Бульвар Героев»
2. Бюст академика И. П. Бардина — главного инженера «Кузнецкстроя»
3. Бюст В. П. Обнорского — члена Северного Союза русских рабочих
4. Бюст Академику М. С. Усову — исследователю недр Кузбасса
5. Дворец культуры алюминиевого завода
6. Новокузнецкий драматический театр
7. Каменное здание, построенное до 1830 года, бывшее казначейство.
8. «Камень Талдыкина» — бетонная плита на месте гибели К. А. Талдыкина, члена Совдепа
9. Кинотеатр «Коммунар»
10. Обелиск на братской могиле 69 воинов, умерших от ран в госпиталях города
11. Обелиск павшим за утверждение Советской власти в г. Кузнецке
12. Памятник В. В. Маяковскому.
13. Дом жилой пр. Металлургов, 25
14. Ул. Народная,5А, построенное до 1830 года, бывший окружной суд.
15. Сибирский металлургический институт ул. Рудокопровая, 49
16. Спасо-Преображенский собор
17. Дом-гигант ул. Кирова, 25
18. Филиал новокузнецкого краеведческого музея. Ул. Народная, 7А
19. Мемориал памяти новокузнечан, погибших в локальных конфликтах.

### Объекты культурного наследия муниципального (местного) значения
1. Бюст космонавта Ю. А. Гагарина.
2. Гостиница Верхней колонии.
3. Дом Байкалова.

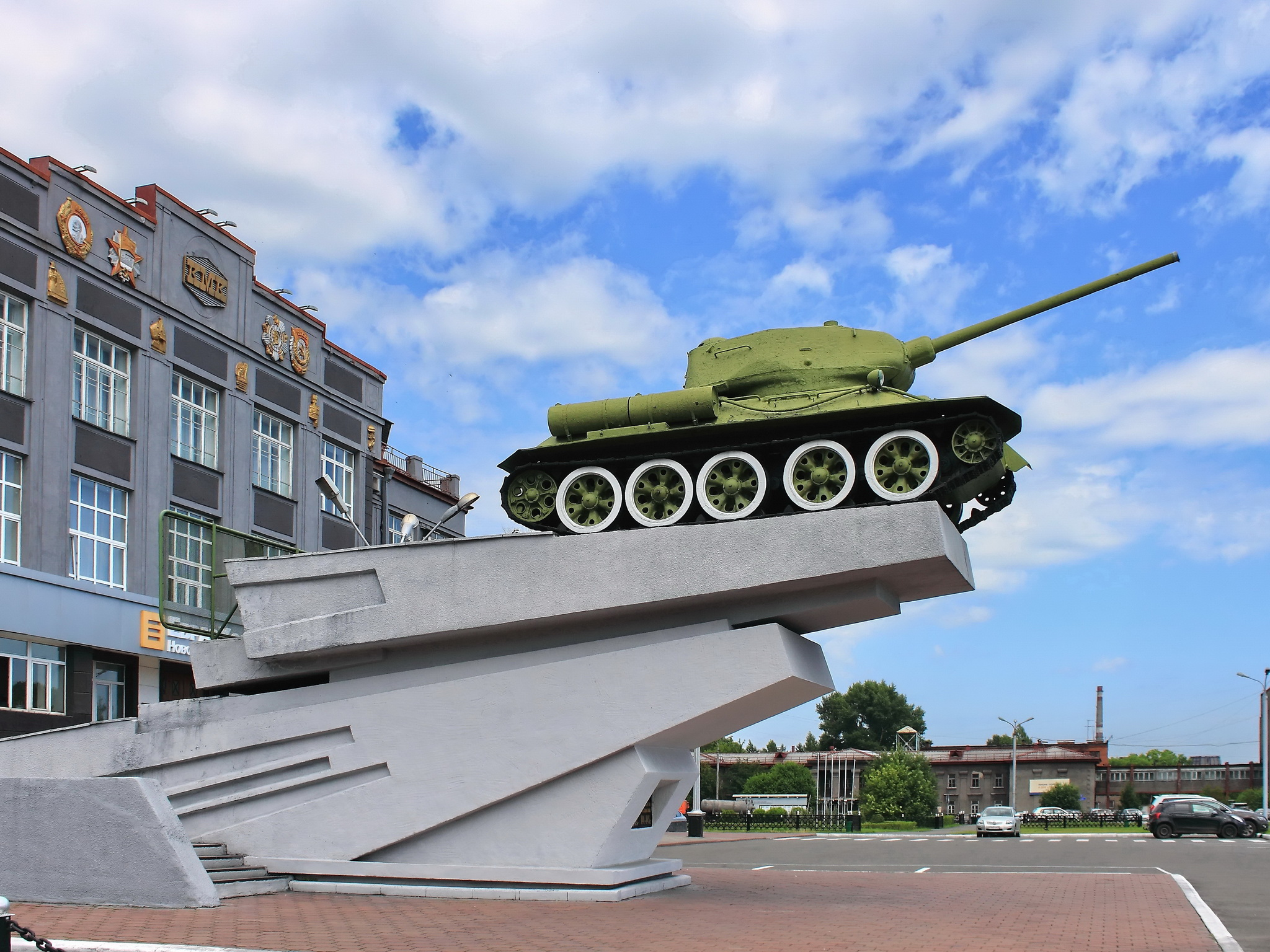
Танк Т-34-85 у здания заводоуправления КМК

4. Дом жилой казённого винного склада.
5. Дом купца Фонарёва.
6. Место захоронения венгерских военнопленных.
7. Памятник А. В. Суворову.
8. Памятник В. И. Ленину.
9. Памятник С. М. Кирову.
10. Ресторан «Москва».
11. Танк Т — 34-85 — памятник трудовому подвигу рабочих КМК в годы Великой Отечественной войны.
12. Дом жилой ул. Кирова, 3.
13. Дом жилой ул. Кирова, 7.
14. Скульптура «Медная копейка».
15. Памятник генералу П. Н. Путилову.
16. Памятник жертвам политических репрессий.
17. Памятник трудовому подвигу железнодорожников города Новокузнецка.
18. Памятник «50 лет образования СССР»
19. Памятник «Побег из ада»
20. Памятник Маршалу Г. К. Жукову
21. Памятник В. И. Ленину и М.Горькому
22. Памятник «Учитель и ученик» (памятник Льву Николаевичу Толстому и его ученику Валентину Фёдоровичу Булгакову)

## Учреждения культуры
Среди учреждений культуры Новокузнецка — несколько музеев (Новокузнецкий художественный музей , Новокузнецкий краеведческий музей), библиотек (Центральная городская библиотека имени Н. В. Гоголя (Новокузнецк), театров (Новокузнецкий драматический театр) (подробнее см. статью Новокузнецк),
а также Новокузнецкий государственный цирк и Новокузнецкий планетарий.

### Другие учреждения культуры
- Музыкальная студия «Виртуозы гитары»
- Новокузнецкий губернаторский джаз-клуб «Геликон»[6]. Ежегодно с 1987 года проводит международный фестиваль «Джаз у Старой крепости» имени А. Берестова
- МКДК Центрального района
- Дворец культуры «Строитель»[7]
- Дом творческих союзов[8], в котором располагаются союзы художников, писателей и композиторов.
- МКДК Куйбышевского района
- МКДК Орджоникидзевского района
  - Дворец культуры имени XIX партсъезда[9]
  - Дворец культуры имени В. В. Маяковского[10]
  - ДК Шахтостроитель
- Театр детского творчества «Юность»

## Культурные центры предприятий Новокузнецка
- Дворец культуры Кузнецких металлургов
- Культурный центр ЗСМК
- Досуговый центр «Комсомолец»
- Дворец культуры «Алюминщик»[11], являющийся памятником истории и архитектуры эпохи индустриализации СССР
- Дворец культуры имени Ф. Э. Дзержинского[12]

## Школы искусств
- «Детская школа искусств № 1» (Центральный район)
- «Детская музыкальная школа № 40» (Орджоникидзевский район)
- «Детская школа искусств № 47 имени М. Ф. Мацулевич» (Кузнецкий район)
- «Детская школа искусств № 48» (Куйбышевский район и Листвяги)
- «Детская школа искусств № 55» (Новоильинский район)
- «Детская школа искусств № 58» (Заводской район)

## Парки культуры и отдыха

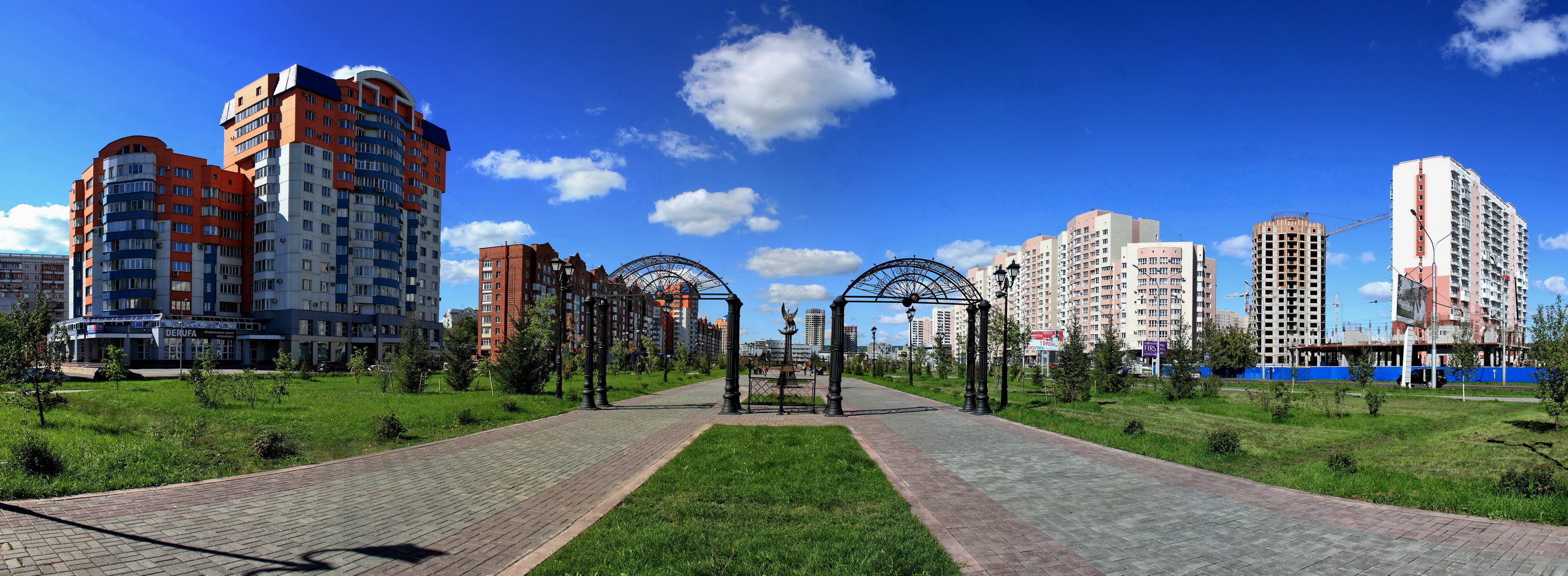
Сквер имени Н. С. Ермакова

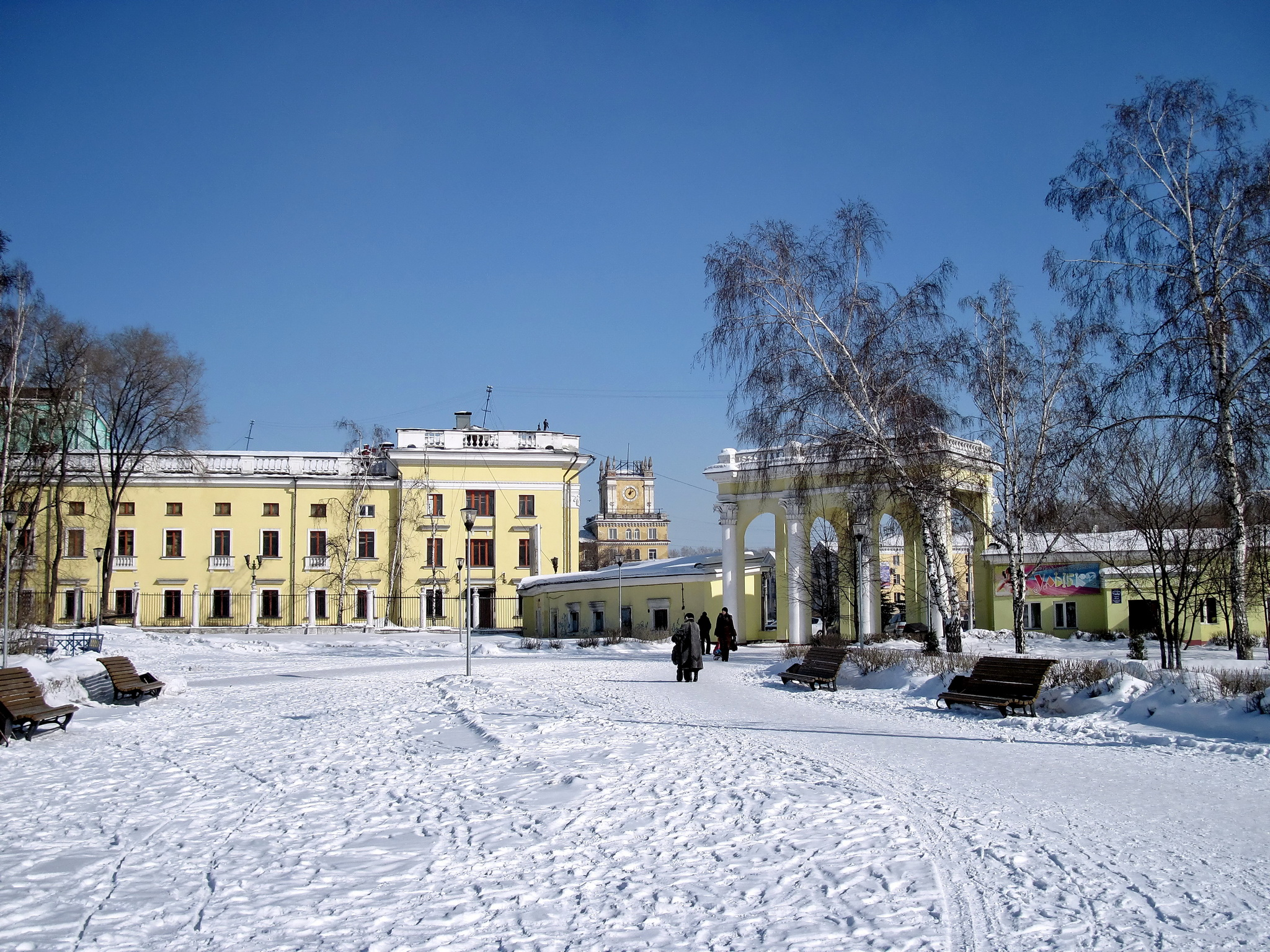
Сад Алюминщиков

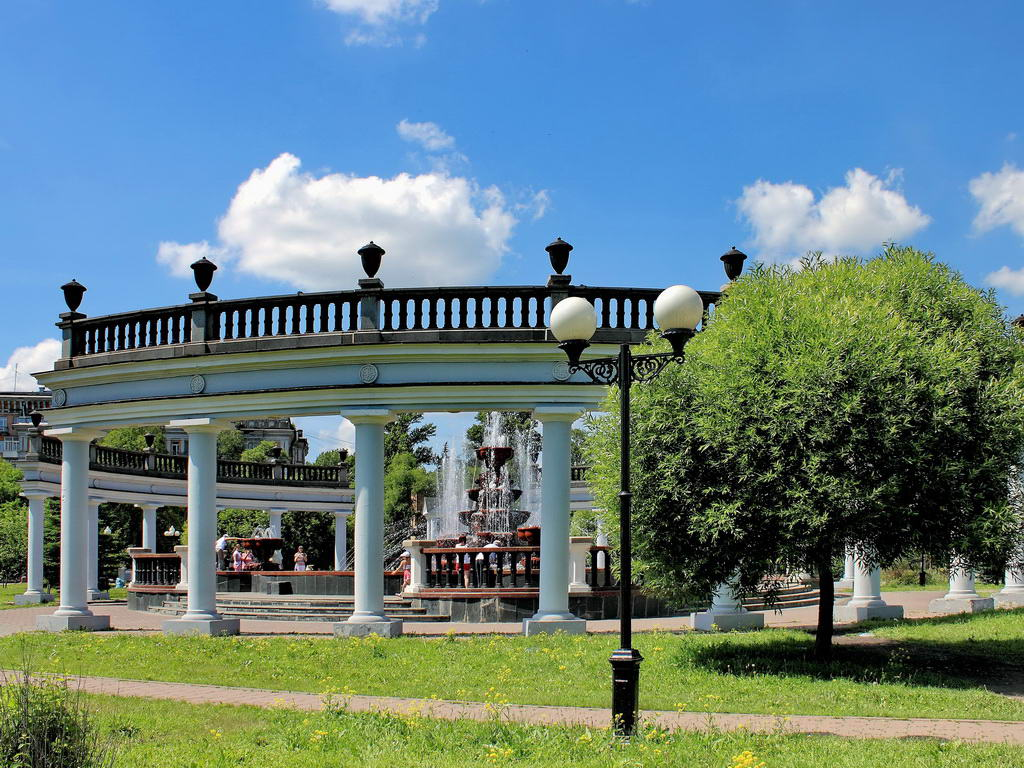
Сад металлургов КМК

- Городской парк им. Гагарина — в Центральном районе.
- Парк культуры и отдыха «Водный» — в Центральном районе.
- Парк культуры и отдыха ДК им. XIX Партсъезда — в Орджоникидзевском районе.
- Парк культуры и отдыха ДК им. В. В. Маяковского — в Орджоникидзевском районе.
- Парк культуры и отдыха за бывшим кинотеатром «Берёзка» — в Заводском районе.
- Парк советской скульптуры — в Соцгороде в Центральном районе.
- Сад Алюминщиков — в Кузнецком районе.
- Сад Металлургов — в Центральном районе.
- Сад Металлургов — в Заводском районе.
- Сквер борцов революции — в Кузнецком районе.
- Сквер имени Жукова — в Центральном районе.
- Сквер имени Н. С. Ермакова — в Центральном районе.
- Сквер за зданием Администрации Куйбышевского района — в Куйбышевском районе.
- Сквер перед зданием Администрации Кузнецкого района — в Кузнецком районе.
- Сквер перед зданием по адресу Проспект Дружбы, 39 — в Центральном районе.
- Сквер перед зданием ДК им. В. В. Маяковского — в Орджоникидзевском районе.
- Сквер у Часовни в честь иконы Божией Матери Утоли моя печали — в Орджоникидзевском районе.
- Сквер у Главного корпуса Сибирского государственного индустриального университета — в Центральном районе.
- Сквер у здания Управления МВД по г. Новокузнецку (между улицами Кирова и Энтузиастов) — в Центральном районе.
- Сквер на Городской площади общественных мероприятий — в Центральном районе.
- Сквер на Новоильинской площади общественных мероприятий — в Новоильинском районе.
- Сквер по улице 11 Гвардейской Армии — в Новоильинском районе.
- Сквер по улице Чернышова — в Новоильинском районе.
- Бульвар Героев — в Центральном районе.
- Бульвар по улице 25 лет Октября — в Центральном районе.
- Бульвар по улице Тольятти — в Центральном районе.
- Бульвар по улице Грдины — в Центральном районе.

В Новокузнецке два Сада Металлургов — В Заводском и Центральном районах города. Их названия идентичны, но большей популярностью пользуется сад в Центральном районе, и таким образом чаще под этим термином подразумевается именно он.